# Tessalônica da Macedônia
Tessalônica (em grego:  Θεσσαλονίκη; 352 ou 345 a.C. — 295 a.C.) foi uma princesa grega, filha do rei Filipe II da Macedônia com Nicesípolis, sua esposa ou concubina tessália, originária de Feras. A história a associou a três dos homens mais poderosos da história da Macedônia; além de filha de Filipe II, foi meio-irmã de Alexandre, o Grande e esposa de Cassandro.

## Biografia
Tessalônica nasceu por volta de 352 ou 345 a.C.  Para comemorar o nascimento de sua filha, ocorrido no mesmo dia em que os exércitos da Macedônia e da liga Tessalônica venceram uma importante batalha na Tessália, sobre os fócios, é dito que o rei Filipe proclamou:
Desejo que ela seja chamada vitória na Tessália. Na língua grega o nome da princesa é composto de duas palavras Tessália e Nike, que é traduzido como Vitória na Tessália.
Sua mãe faleceu logo após seu nascimento e supõe-se que Tessalônica foi criada por sua madrasta Olímpia do Epiro. Em memória de sua grande amiga Nicesípolis, a rainha levou Tessalônica para ser criada como sua própria filha.
Tessalônica era, na época, a criança mais nova sob os cuidados de Olímpia. Sua ligação com o irmão mais velho Alexandre, deve ter sido mínima, inclusive porque ele estava sob a tutela de Aristóteles nos Jardins de Midas quando ela nasceu e ela tinha apenas 6 anos quando ele partiu para a conquista da Pérsia.
Tessalônica tinha apenas 19 anos quando Alexandre, o Grande o rei da maior parte do mundo conhecido, morreu.
Embora fosse protegida, pois passou a infância nos aposentos da rainha, ela ligou seu destino ao resto da família real, quando retornaram à Macedônia em 317 a.C. [carece de fontes?] e se refugiaram na fortaleza de Pídna quando Cassandro atacou a Macedônia, em 315 a.C.
A queda de Pídna e a execução de sua madrasta  deixaram-na sob a autoridade de Cassandro, que aproveitou a oportunidade de se ligar à Dinastia argéada, casando-se com ela  e parece que a tratou bem e com respeito devido ao seu ilustre berço. Isso talvez tenha sido tanto por diplomacia quanto por afeto, e o casamento foi fértil. Tessalônica se tornou rainha da Macedônia e mãe de três filhos, Filipe IV da Macedônia, Antípatro II da Macedônia e Alexandre V da Macedónia, e seu marido deu seu nome à cidade grega de Tessalônica, que ele fundou onde existia a antiga Terma, e que logo se tornou, assim como o é até hoje, uma das mais ricas e populosas cidades da Macedônia.
Após a morte de Cassandro, Tessalônica parece ter tido bastante influência sobre seus filhos. Filipe, sucedeu ao pai, mas embora Antípatro fosse o próximo na linha de sucessão, Tessalônica decidiu que o trono deveria ser dividido entre Filipe e Alexandre.
Antípatro ficou com ciúme da situação e pelo fato de sua mãe favorecer a Alexandre, matou-a em 295 a.C.